# یوکی ایشیدا
یوکی ایشیدا (ژاپنی: 石田 祐樹؛ زادهٔ ۴ نوامبر ۱۹۸۰) یک بازیکن فوتبال اهل ژاپن است.
از باشگاه‌هایی که در آن بازی کرده‌است می‌توان به باشگاه فوتبال شونان بلمار، باشگاه فوتبال توکوشیما ورتیس، باشگاه فوتبال ماتسوموتو یاماگا و باشگاه فوتبال فوجی‌ئدا اشاره کرد.